# カテゴリー6ケーブル

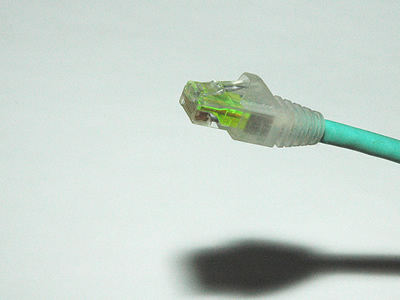
1000BASE-TX対応のケーブル

カテゴリー6ケーブル（ANSI/TIA/EIA-568-B.2-1、英: Category 6 cable、Cat 6）は、主にイーサネットによるコンピュータネットワークでの構内配線に使われる、高速信号転送のためのツイストペアケーブルの規格である。STPケーブルとUTPケーブルがある。
カテゴリー6ケーブルを拡張した、カテゴリー6Aケーブルが存在する。カテゴリー6Aケーブルには工業規格化されているSTPケーブルもある。
カテゴリー6/6Aケーブルは、1Gbpsのギガビット・イーサネット（1000BASE-T）に広く利用され、ともに2.5Gbps, 5Gbpsのマルチギガビット・イーサネット（2.5GBASE-T, 5GBASE-T）や10Gbpsの10ギガビット・イーサネット（10GBASE-T）にも利用できる（ただしカテゴリー6ケーブルは10Gbpsの場合長さに制限がある）。既存の下位規格であるカテゴリー3、カテゴリー5/5eなどとの上位互換性を有し、10BASE-T/100BASE-TXのケーブルとしても用いることができる。

## 解説

### カテゴリー6
慣用的にCat 6またはCat.6と表記される。カテゴリー5/5eより減退率、NEXT、PSNEXT（Power-sum NEXT）の低い伝送を行うことができる。
伝送帯域幅（周波数）は250MHzのケーブルで、主に1000BASE-Tや1000BASE-TXで使用されており、UTPケーブルのケーブル長は後に策定された2.5GBASE-T（信号帯域幅100MHz）や5GBASE-T（同 200MHz）では100m、10GBASE-Tでは最大37m/55m（AXT＝Alien Crosstalkに依存）となっている。

### カテゴリー6A (Augmented Cat6)
慣用的にCat 6AまたはCat.6Aと表記される。2008年2月TIAは、4-Pair Category 6ケーブルシステムにおいて 10 Gigabit data を100mサポートするケーブル規格をCategory 6Aとし、TIA-568-B.2-10規格としてTIA TR42.7委員会にて制定され、のちにANSI（米国規格協会）により正式承認された。ISO/IEC 25N1173ではカテゴリー6A/7A STPケーブルが規程された。
カテゴリー6を改良し、伝送帯域幅はカテゴリー6の2倍の500MHzとなっており、10GBASE-T（信号帯域幅400MHz）の性能を十分に発揮するものとして規格された。
しかし実際には、UTPケーブルではある一定の条件下では10GBASE-T仕様を「完全には」満たせないケースが指摘されている（10ギガビット・イーサネット参照）。

### コネクタその他
ギガビット・イーサネットでの使用を想定し、カテゴリー5/5eと比べて強い耐ノイズ仕様を持ち、ケーブルは4対のツイストペアケーブルで構成されている。終端はそれぞれ、UTPケーブルではRJ-45（8P8C）コネクタ、Cat.6AのSTPケーブルではGG45・ARJ45・TERAとなっている。

#### ギガビット・イーサネット規格との対応
そもそもカテゴリー6ケーブルは1000BASE-TX向けに規格化され、4つのペア線を確実に分けるためケーブル内に十字介在物が入っている。この点で1000BASE-Tにおける使用が想定されていた（エンハンスド）カテゴリー5ケーブルとは異なる。しかし実際には1000BASE-TXが殆ど普及を見なかったため、既存のものを含むカテゴリー5以上のUTPケーブル（Cat5E/6/6A）で殆どの場合、1000BASE-Tによるギガビットイーサネットには対応できる状況となっている。
なお、ほとんど普及していないため通常は問題にならないが、規格上はフルクロスケーブルは1000BASE-T用と1000BASE-TX用で仕様が異なるため共通使用はできない。詳細はイーサネット・クロスオーバー・ケーブルの項も参照。

### STPケーブル
ISO/IEC 25N1173で工業規格化されているSTPケーブルはカテゴリー6A STPのみである。そのため、カテゴリー5ケーブルと同様に、普及品はシールドされていないUTPケーブルが殆どであり、カテゴリー6以下のSTPケーブルについては、一般での適用には機器側対策も含め注意が必要である。

### カテゴリー6e
「カテゴリー6eケーブル」、「エンハンスドカテゴリー6」、「Cat 6e」、「Cat 6E」などといった規格に準拠していると表示されたケーブルが、2005年頃から販売されている。これらはISO規格やTIA規格ではなく、ケーブルメーカーの独自規格である。